# Frankenfels

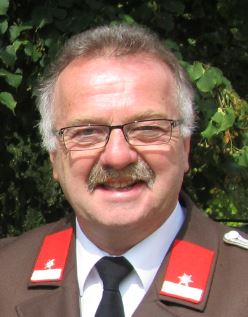
Prefeito Franz Größbacher (2012)

Frankenfels é um município da Áustria localizado no distrito de Sankt Pölten-Land, no estado de Baixa Áustria.